# HD32667
HD32667 — хімічно пекулярна зоря спектрального класу A2, що має видиму зоряну величину в смузі V приблизно  5,6.
Вона  розташована на відстані близько 195,9 світлових років від Сонця.

## Фізичні характеристики
Зоря HD32667 обертається 
досить швидко 
навколо своєї осі. Проєкція її екваторіальної швидкості на промінь зору становить  Vsin(i)=144км/сек.